# Winchester 1200
Il Winchester modello 1200 è un fucile a pompa a canna liscia.

## Storia
Introdotto nell'esercito americano in piccoli numeri nel 1968, per sostituire il Winchester Model 1912, ma fu poco usato, e ritirato nel 1969. La versione militare differisce da quella civile per l'attacco per baionetta, impugnatura ventilata e chinghia di trasporto girevole. L'azionamento a pompa è ad otturatore gireviole con quattro perni d'arresto. È la prima arma della Winchester a presentare il meccanismo di facile cambio della strozzatura della canna in volata. La baionetta è la baionetta M1917, quella usata dall'esercito per il fucile Enfield M1917, che però non funzionava né sullo Springfield M1903 ne sull'M1 Garand, quindi avendone un grande surplus, il Winchester 1200, Winchester Model 1912 e Winchester Model 1897 fu adattato per questa baionetta.